# Christian Eduard Langethal
Christian Eduard Langethal (né le 6 janvier 1806 à Erfurt et mort le 28 juillet 1878 à Iéna) est un botaniste et agronome allemand.
Il est connu pour ses écrits sur la botanique agricole et l'histoire de l'agriculture.